# 1025
1025 је била проста година.

## Догађаји
- Википедија:Непознат датум — Владавина арапске династије Абадида у Севиљи у данашњој Шпанији (од 1023. до 1091).

- Смрт Хуга, најстаријег сина и наследника Роберта II од Француске. Побуна синова Роберта II против њиховог оца.
- Пољски принц Болеслав I Храбри прима титулу краља у Гњезну.
- 14. јун — Болеслав Храбри умире.
- Пољски краљ Мјешко (Мјечислав) II (1025-1034), син Болеслава I Храброг.
- Самостална владавина византијског цара Константина VIII (960-1028, новембар).
- Јапански цар Гореизеи (Такахито, 1025-1068 ).
- Владавина Квирика III Великог у Грузији.

## Рођења
- Тибо I од Шампање
- Ана Јарославна, ћерка кијевског кнеза Јарослава Мудрог, краљица Француске.
- Јелизабета Јарославна, ћерка кијевског кнеза Јарослава Мудрог, краљица Норвешке.

## Смрти
- 17. јун — Болеслав Храбри, краљ Пољске (*966. или 967.)
- Василије II Бугароубица, византијски цар